# Alas (singolo)
Alas è un singolo del rapper argentino Duki, pubblicato il 12 giugno 2018.

## Tracce
1. Alas – 3:21